# 卡里佩
卡里佩是委內瑞拉的城鎮，由莫納加斯州負責管轄，位於該國東北部，始建於1734年10月12日，氣候溫和，主要經濟活動有農業、旅遊業、貿易業和金融業，海拔高度800米。

## 外部連結
- Cueva del Guácharo (ShowCaves)（页面存档备份，存于）
- Caripe.net - La Puerta de Entrada al Jadin de Oriente（页面存档备份，存于）